# Glaréole isabelle
Stiltia isabella
Genre
Espèce
Statut de conservation UICN

 LC  : Préoccupation mineure
La Glaréole isabelle (Stiltia isabella) est une espèce de limicoles appartenant à la famille des Glareolidae. D'après Alan P. Peterson, c'est une espèce monotypique.
Cet oiseau vit en Australie ; il hiverne en terre d'Arnhem, au Queensland, en Indonésie et en Nouvelle-Guinée.